# Carex appressa
Espèce
Classification phylogénétique
Carex appressa est une espèce de plantes du genre Carex et de la famille des Cyperaceae.